# Caroline Goodall
Caroline Cruice Goodall (Londen, 13 november 1959) is een Brits actrice.

## Biografie
Goodalls ouders waren afkomstig uit Australië, maar ze is zelf geboren in Engeland. 
Ze studeerde aan de universiteit van Bristol, waar ze een BA hons. verkreeg in Drama en Engels. Ze studeerde er naast onder anderen scriptschrijver Jeremy Brock (Mrs. Brown).
Ze heeft behoorlijk wat acteerervaring opgedaan bij de Royal Shakespeare Company en het National Theatre, voordat ze door Steven Spielberg werd gevraagd voor Hook in 1991. Sindsdien werkte ze bij vele televisie en filmproducties in de VS, Canada, Europa en Australië.
Ze werd genomineerd voor Beste Actrice door de Australian Film Institute in 1990 voor haar rol in Cassidy en nogmaals in 1995 voor Hotel Sorrento. TOok kwam er een Logie nominatie voor Beste Actrice voor A Difficult Woman in 1998. een miniserie, die ook de prijs van Beste tv mini serie win op het New York Television Festival in 1998.
In 2020 vertolkte ze de rol van Marcia in de Brits-Nederlandse thriller The Bay of Silence, ze werkte eveneens mee als producent en schreef tevens het scenario voor de film.
Goodall is getrouwd met Nicola Pecorini en heeft twee kinderen, Gemma en Leone. Ze is de zus van producer Victoria Goodall, die getrouwd is met acteur-regisseur Dallas Campbell.